# Kiszely István (labdarúgó)
Kiszely István, (Újpest, 1914. december 21. – Budapest, 1993. június 28.) válogatott labdarúgó, csatár.

## Pályafutása

### Klubcsapatban
1927-ben az MFTR csapatában kezdte a labdarúgást. 1931 és 1933 között a Wo SC-ben szerepelt. 1933-ban a Szürketaxi játékosaként mutatkozott be az élvonalban. 1939 és 1942 között a Ferencvárossal két bajnoki címet és egy magyar kupa győzelmet szerzett. 1943 és 1944 között a Vasasban játszott.

### A válogatottban
1939 és 1940 között 7 alkalommal szerepelt a válogatottban és 4 gólt szerzett. Egyszeres Budapest válogatott (1938, 1 gól), ötszörös B-válogatott (1938–41, 1 gól).

## Sikerei, díjai
- Magyar bajnokság
  - bajnok: 1939–40, 1940–41
  - 2.: 1938–39
- Magyar kupa
  - győztes: 1942, 1943
- Közép-európai kupa (KK)
  - döntős: 1939

## Statisztika

### Mérkőzései a válogatottban
| Magyarország | Magyarország         | Magyarország                    | Magyarország  | Magyarország | Magyarország | Magyarország | Magyarország | Magyarország |
| #            | Dátum                | Helyszín                        | Hazai         | Eredmény     | Vendég       | Kiírás       | Gólok        | Esemény      |
| ------------ | -------------------- | ------------------------------- | ------------- | ------------ | ------------ | ------------ | ------------ | ------------ |
| 1.           | 1939. március 16.    | Párizs, Parc des Princes        | Franciaország | 2 – 2        | Magyarország | barátságos   | 2            | 17' 55'      |
| 2.           | 1939. március 19.    | Cork                            | Írország      | 2 – 2        | Magyarország | barátságos   | -            |              |
| 3.           | 1939. május 18.      | Budapest, Hungária körúti pálya | Magyarország  | 2 – 2        | Írország     | barátságos   | -            |              |
| 4.           | 1939. június 8.      | Budapest, Üllői úti pálya       | Magyarország  | 1 – 3        | Olaszország  | barátságos   | 1            | 78'          |
| 5.           | 1939. november 12.   | Belgrád, BSK Stadion            | Jugoszlávia   | 0 – 2        | Magyarország | barátságos   | -            |              |
| 6.           | 1940. szeptember 29. | Budapest, Üllői úti pálya       | Magyarország  | 0 – 0        | Jugoszlávia  | barátságos   | -            |              |
| 7.           | 1940. október 6.     | Budapest, Üllői úti pálya       | Magyarország  | 2 – 2        | Németország  | barátságos   | 1            | 31'          |
|              | Összesen             |                                 |               | 7            | mérkőzés     |              | 4            | gól          |